# Фонтане (Венеција)
Фонтане (итал. Fontane) је насеље у Италији у округу Венеција, региону Венето.
Према процени из 2011. у насељу је живело 44 становника. Насеље се налази на надморској висини од 14 м.